# Michele Bertocchi
Michele Bertocchi (Trieste, 24 marzo 1977) è un conduttore televisivo e autore televisivo italiano.

## Biografia
Dopo gli studi in ingegneria elettronica, nel 2003 partecipa come ballerino al serale e a due sfide del programma televisivo Amici di Maria De Filippi. Sempre nel 2003 inizia a lavorare in RAI come conduttore per il canale sperimentale Rai Futura. Successivamente diventa autore e conduttore di diversi programmi per ragazzi come L33T e EduGame in onda su Rai 2, Rai Futura  e Rai Gulp.
Nel 2006 è addetto alla postazione web durante La festa della mamma su Rai 2 insieme a Francesca Romana Ronchi.
Dal 2007, con Georgia Luzi, è uno dei volti di Rai Gulp; assieme conducono diverse trasmissioni per bambini come Pausa Posta, LoL, MegaGulp, l'ultimo Music Gate e una rubrica su Ragazzi c'è Voyager! (quest'ultimo su RaiDue).
Nel 2010 conduce, assieme a Giancarlo Magalli, il Festival della canzone europea dei bambini a Levico. Nello stesso anno conduce insieme a Claudia Andreatti lo speciale di Natale in onda su Rai Due.
Nel 2011 è autore di Social King, programma dedicato al mondo dei social network, in onda su Rai Due. Conduce anche la striscia quotidiana del programma, Social King Replay, in onda su Rai Gulp. Viene riconfermato autore anche della seconda edizione del programma (2.0) in onda da ottobre 2011 a gennaio 2012] sempre su Rai Due.
Nel 2013 diventa autore della trasmissione NEXT TV, in onda su Rai Gulp.
Nel 2014 crea, e diventa Responsabile Nazionale, del settore sportivo di ASI dedicato ai giochi elettronici, GEC e rimarrà tale fino a luglio 2016.
Dal settembre del 2015 è addetto alla postazione web a Storie vere, programma condotto da Eleonora Daniele su Rai 1, così come dal settembre del 2017 a Storie italiane. 
Da settembre 2018 affianca Monica Marangoni in "L'Italia con voi" su Rai Italia.

## Carriera

### Programmi televisivi
- L33T(elletretreti) - Rai Futura e Rai 2 - Co-Conduttore e autore
- EduGame - Rai Gulp - Conduttore e autore
- Mega Gulp - Rai Gulp - Conduttore
- Festa della Mamma - Rai 2 - Co-conduttore
- Pausa Posta - Rai Gulp - Conduttore e autore
- Ragazzi c'è Voyager - Rai Due - Co-conduttore in studio
- LOL - Rai Gulp - Protagonista e autore della sit-com
- Music Gate - Rai Gulp - Conduttore e autore del Day Time
- Festival della canzone europea dei bambini Rai Gulp - Co-Conduttore
- Speciale Natale 2009 Rai 2 - Co-Conduttore
- "Music Planet" Conduttore
- "Gulp Forward" Conduttore Autore
- "Social King Replay" Conduttore Autore
- "Social King" Autore
- "Social King 2.0" Autore
- "Versus" autore
- "Gulp Odeon" Autore
- "NexT Tv" Autore
- "Storie vere" Esperto Web
- "Storie Italiane" Esperto Web
- "L'Italia con voi" Opinionista esperto in Web e Social Network